# Radio Free Albemuth
Radio Free Albemuth (deutsch als Radio Freies Albemuth) ist ein dystopischer Roman des Science-Fiction-Autors Philip K. Dick. Der Roman wurde, obwohl bereits 1976 unter dem Titel VALISystem A verfasst, erst 1985 posthum veröffentlicht, weshalb er zuweilen als „Dicks letzter Roman“ beworben wird; Dicks Verlag, Bantam, hatte tiefgreifende Änderungen gefordert, was dazu führte, dass Dick die Idee stattdessen neu anging und die VALIS-Trilogie verfasste. Den später überarbeiteten Text von Radio Free Albemuth (RFA) übergab Dick einem Freund, dem amerikanischen Sci-Fi-Autor Tim Powers. 1985 erwarb der Verlag Arbor House die Rechte an RFA; der Titel wurde gewählt, da der Originaltitel VALISystem A zu sehr an die VALIS-Trilogie erinnerte.  Im Jahr 2010 kam eine Verfilmung des Romans Radio Free Albemuth in die Kinos.

## Handlung
In einem alternativen Universum wird der korrupte Politiker Ferris F. Fremont (FFF = 666, ‘F’ ist der sechste Buchstabe des Alphabets), eine stark an den tatsächlichen Politiker Richard Nixon angelehnte Figur, Präsident der Vereinigten Staaten. Fremont beschneidet die Bürgerrechte, da er die Umtriebe einer (im Roman zuerst als erfunden geltenden) Organisation namens „Aramchek“ fürchtet. Unterstützt wird er von einer populistisch-rechten Organisation namens „Friends of the American People“ (FAP).
Die Handlung wird abwechselnd von Phil Dick, einem nicht nur im Namen an den realen Philip K. Dick erinnernden Sci-Fi-Autor, und dessen Freund Nicholas „Nick“ Brady erzählt; beide leben in Berkeley, das als fast zwanghaft intellektuell-universitär/liberal beschrieben wird; abweichende Meinungen haben im Reich der abweichenden Meinungen wenig Platz. Nick, ein Studienabbrecher, arbeitet hier in einem Plattenladen, während seine Frau studiert. Als er beginnt, visionäre Träume zu haben, beginnen Dick und er, diese zu interpretieren. Nachrichten von Außerirdischen? Aus alternativen Welten? Oder doch göttliche Eingebungen? Auf einer Reise nach Disneyland sieht Nick sozusagen in Berkleys Gegenentwurf, in der Kleinstadt Placentia (nahe an Nixons realem Geburtsort, Yorba Linda, gelegen) im Orange County die Gegend aus seinen Eingebungen; ein paar Jahre später gelingt es ihm, inzwischen mit einer dreiköpfigen Familie, dorthin zu ziehen und Berkley zu verlassen. Dick folgt ihm.
Nicks „Empfang“ in Sachen Visionen ist in Placentia besser; zudem hat er einen besseren Job im Künstlermanagement eines Plattenlabels gefunden. Inzwischen versuchen Vertreter der FAP, sowohl Nick als auch Dick dazu zu bewegen, den anderen wahlweise als Kommunist oder Mitglied der Geheimorganisation Aramchek zu entlarven. Über die Botschaften, die Nick empfängt, wird dieser „erweckt“; er durchläuft eine Art Wiedergeburt, wobei er und Dick – auf dem Umweg über die Eingebungen – langsam verstehen, dass sie es mit einer außerirdischen, aber nicht allmächtigen Entität zu tun haben, die Nick über einen Satelliten im Orbit um die Erde Nachrichten zukommen lässt und in eine Art Kampf zwischen Ordnung und Chaos eingreift. Sie nennen diese Entität oder Organisation „Valissystem A“. Fremont entpuppt sich dabei als Vertreter einer tendenziell „bösen“ Ordnungsmacht, einer Art US-Stalinismus oder -Faschismus, wobei der Kommunismus dieser Alternativwelt nur die andere Seite der gleichen Münze ist; tatsächlich wurde Fremont in seiner Jugend von einer Frau namens Aramchek von den sowjetischen Machthabern in seinem Geburtsort Placentia als „Schläfer“ angeworben.
Durch den Satelliten wird Nick angewiesen, die Texte der jungen krebskranken Amerikanerin Sadassa Sylvie (der Tochter der Frau, die Fremont für die Sowjets angeworben hat) mit unterschwelligen Botschaften, die Fremont auf unterbewusstem Level entlarven sollen, über eine erfolgreiche Band zu veröffentlichen. Gleichzeitig findet die Sowjetregierung den VALIS-Satelliten und schießt diesen ab. Nick macht sich ans Werk, aber die FAP kommt ihm schnell auf die Spur. Noch bevor die Platte veröffentlicht wird, werden Sylvie, Nick und Dick in Gefangenschaft genommen; Nick und Sylvie werden erschossen. Dick kommt in ein Arbeitslager; andere Autoren setzen sein Werk unter seinem Namen fort, um dieses zu diskreditieren. Doch bald hört er im Radio die unterschwelligen Botschaften und versteht: Er, Nick und Sylvie waren nur ein Ablenkungsmanöver, damit eine andere, von VALIS geleitete „Zelle“ ihr Werk tun konnte.

## Hintergrund
Im Februar und März 1974 erlebte der Science-Fiction-Autor Philip K. Dick  eine Reihe von Halluzinationen, die er als „2-3-74“ bezeichnete, eine Abkürzung für Februar–März 1974. Abgesehen von dem „rosa Strahl“ beschrieb er die anfänglichen Halluzinationen als geometrische Muster und gelegentlich als kurze Bilder von Jesus und dem alten Rom. Als die Visionen an Dauer und Häufigkeit zunahmen, behauptete Dick, er habe begonnen, zwei parallele Leben zu führen – eines als er selbst, „Philip K. Dick“, und eines als „Thomas“, ein von den Römern im ersten Jahrhundert nach Christus verfolgter Christ. Er bezeichnete den „transzendentalen rationalen Verstand“ als „Zebra“, „Gott“ und „VALIS“ (ein Akronym für Vast Active Living Intelligence System; Umfassendes intelligentes lebendes System). Er schrieb über diese gnostische Erfahrungen, zunächst in dem halb-autobiografischen Roman Radio Freies Albemuth (1985), dann in Valis (1981) und dem unvollendeten The Owl in Daylight (die VALIS-Trilogie).
Die eigenwilligen Visionen beschäftigten ihn für den Rest seines Lebens; um das Erlebnis und seine Interpretation der gewonnenen Einsichten baute er ein umfangreiches philosophisch-esoterisches Werk auf, dessen Niederschriften in Teilen 2011 unter dem Titel „The Exegesis of Philip K. Dick“ veröffentlicht wurde; Dick nimmt dabei an, dass er von einem transzendenten Verstandwesen kontaktiert wurde, dem er den Namen VALIS (Vast Active Living Intelligence System) gab, und dessen Wirken er bestimmte Ereignisse in der Menschengeschichte, besonders auch in der Religionsgeschichte, zuschrieb. Im Roman Radio Free Albemuth baute er eine Reihe seiner Annahmen und Erlebnisse ein. Beispielsweise bemerken Dick im echten Leben und Nick im Roman das frühchristliche Fischsymbol, während sie sich Schmerzmittel besorgen, was das Aufdecken eines verborgenen Wissens bedingt.

## Verfilmung
John Alan Simon schrieb, produzierte und führte Regie bei der Verfilmung von Radio Free Albemuth. Die kanadische Singer-Songwriterin Alanis Morissette spielt die Rolle der Sadassa Silvia. Die Dreharbeiten fanden im Oktober 2007 in den Lacy Street Studios in Los Angeles und an mehreren anderen Orten statt. Der Film wurde im Februar 2010 auf dem Sedona Film Festival uraufgeführt und wurde am 27. Juni 2014 als limitierte Version (und VOD) veröffentlicht.

## Rezeption
Die Meinungen über Radio Free Albemuth gehen weit auseinander; Gerald Jonas von der New York Times schreibt, der Roman “may have been merely a first draft (and an abandoned first draft at that), but this book is not Dick at his best”, während er für andere eines der Meisterwerke des Autors darstellt. Auffällig sind die christlichen/gnostischen Tendenzen; einiges davon wird mit Visionen in Verbindung gebracht, die Dick, wie Nick im Roman, durch Schmerzmittel erfahren hat.